# بازرسی سودمندی
بازرسی سودمندی (به انگلیسی: Usability inspection) به مجموعه ای از روش‌هایی گفته می‌شود که واسط کاربر را مورد بررسی و ارزیابی قرار می‌دهد. ارزیابی سودمندی در واقع در مقابل آزمایش سودمندی که در آن رابط کاربری توسط کاربران واقعی مورد ارزیابی قرار می‌گیرد. ارزیابی سودمندی به زودی می‌تواند در فرایند توسعه با استفاده از ارزیابی نمونه‌های اولیه یا سیستم‌هایی که نمی‌تواند مستقیماً روی کاربران آزمایش شود، مورد استفاده قرار گیرد. پیاده کردن روش‌های ارزیابی سودمندی عموماً ارزان‌تر از آزمایش بر روی کاربران است.
روش‌های بازرسی سودمندی شامل موارد زیر هستند:
- ارزیابی اکتشافی (همه‌جانبه)
- بازرسی کثرت‌گرا
- بازرسی شناختی (مأموریت ویژه)